# Luchingu
Luchingu (Luchindu) è una circoscrizione mista (mixed ward) della Tanzania situata nel distretto di Newala, regione di Mtwara. Conta una popolazione di 20 740 abitanti (censimento 2012).